# الکساندر تیرنانیک
الکساندر تیرنانیک (صربی: Aleksandar "Tirke" Tirnanić؛ ۱۵ ژوئیهٔ ۱۹۱۰ – ۱۳ دسامبر ۱۹۹۲) یک بازیکن و مربی فوتبال اهل صربستان بود.